# Amphicyanis
Amphicyanis es un género extinto de mamífero carnívoro anficiónido que vivió en Eurasia y América del Norte.

## Clasificación
Fue nombrado por Springhorn en 1977 y fue asignado a la familia Amphicyonidae por R. L. Carroll en 1988.